# Český pohár národní házené žen 2009/2010
Předchozí sezóna: 2008/09
Následující sezóna: 2010/11

## Stupně vítězů
| Zlato          | Stříbro        | Bronz         | 4 místo            |
| -------------- | -------------- | ------------- | ------------------ |
| Sokol Dobruška | SK Chomutov NH | Sokol Tymákov | TJ Sokol Rokytnice |

## Herní systém
Povinnou účast v Českém poháru národní házené žen mělo všech 12 klubů, které se v sezóně 2009/10 zúčastnily 1. ligy. Zúčastnit soutěže se mohly také kluby z nižších soutěží, které ve stanoveném termínu odevzdaly řádně vyplněnou přihlášku. Soutěž byla rozdělena do 3 fází (čtvrtfinále, semifinále a finále). Čtvrtfinále se zúčastnilo všech 12 prvoligových klubů + 7 řádně přihlášených klubů z nižších soutěží. Účastníci byly rozděleny do 3 pětičlenných skupin a 1 čtyřčlenné skupiny. V každé skupině se odehrál jeden turnaj, který byl hrán jednokolově systémem každý s každým. Poté se vyhodnotila tabulka turnaje a týmy na 1. a 2. místě postoupily do semifinále. Semifinále se zúčastnilo 8 úspěšných klubů ze čtvrtfinále, které byly rozděleny do 2 čtyřčlenných skupin a kritéria postupu do čtyřčlenného finále byla stejná jako ve Čtvrtfinále. Finále se hrálo ve Spořicích u Chomutova opět jednokolově systémem každý s každým a poté byla vyhodnocena konečná tabulka finálového turnaje Českého poháru národní házené žen.

## Čtvrtfinále
Skupina A - turnaj v Žatci
- Most - Žatec 8:20
- Spoje - Chomutov 11:12
- Žatec - Chomutov 18:16
- Spoje - Most 16:8
- Chomutov - Most 25:15
- Žatec - Spoje 14:9

| Poř. | Tým                | Z | V | R | P | VG | OG | B |
| ---- | ------------------ | - | - | - | - | -- | -- | - |
| 1.   | TJ Šroubárna Žatec | 3 | 3 | 0 | 0 | 52 | 33 | 6 |
| 2.   | SK Chomutov NH     | 3 | 2 | 0 | 1 | 53 | 44 | 4 |
| 3.   | TJ Spoje Praha     | 3 | 1 | 0 | 2 | 36 | 34 | 2 |
| 4.   | Baník Most NH      | 3 | 0 | 0 | 3 | 31 | 61 | 0 |
| 5.   | TJ Jiskra Hejnice  | 0 | 0 | 0 | 0 | 0  | 0  | 0 |

- Družstvo Hejnic se nedostavilo.

Skupina B - turnaj v Plzni
- Božkov - Přeštice 7:12
- Modřany - Tymákov 9:16
- Čakovice - Božkov 3:13
- Přeštice - Modřany 11:8
- Tymákov - Čakovice 18:10
- Modřany - Božkov 7:7
- Přeštice - Čakovice 10:3
- Božkov - Tymákov 5:14
- Čakovice - Modřany 3:10
- Tymákov - Přeštice 12:11

| Poř. | Tým                | Z | V | R | P | VG | OG | B |
| ---- | ------------------ | - | - | - | - | -- | -- | - |
| 1.   | Sokol Tymákov      | 4 | 4 | 0 | 0 | 60 | 35 | 8 |
| 2.   | TJ Přeštice        | 4 | 3 | 0 | 1 | 44 | 30 | 6 |
| 3.   | TJ Spartak Modřany | 4 | 1 | 1 | 2 | 34 | 37 | 3 |
| 4.   | TJ Božkov          | 4 | 1 | 1 | 2 | 32 | 36 | 3 |
| 5.   | TJ Avia Čakovice   | 4 | 0 | 0 | 4 | 19 | 51 | 0 |

Skupina C - turnaj v Náchodě
- Dobruška - Náchod 34:10
- Krčín - Hlinsko 10:13
- Náchod - Hlinsko 21:22
- Krčín - Dobruška 19:29
- Hlinsko - Dobruška 20:23
- Náchod - Krčín 26:26

| Poř. | Tým              | Z | V | R | P | VG | OG | B |
| ---- | ---------------- | - | - | - | - | -- | -- | - |
| 1.   | Sokol Dobruška   | 3 | 3 | 0 | 0 | 86 | 49 | 6 |
| 2.   | HK Hlinsko       | 3 | 2 | 0 | 1 | 55 | 54 | 4 |
| 3.   | Sokol Krčín      | 3 | 0 | 1 | 2 | 55 | 68 | 1 |
| 4.   | SK Rubena Náchod | 3 | 0 | 1 | 2 | 57 | 82 | 1 |

Skupina D - turnaj ve Staré Vsi nad Ondřejnicí
- Studénka - Stará Ves 13:8
- Rokytnice - Chropyně 23:6
- Draken - Studénka 10:12
- Stará Ves - Rokytnice 11:13
- Chropyně - Draken 11:16
- Rokytnice - Studénka 22:8
- Stará Ves - Draken 16:13
- Studénka - Chropyně 18:2
- Draken - Rokytnice 10:12
- Chropyně - Stará Ves 4:15

| Poř. | Tým                         | Z | V | R | P | VG | OG | B |
| ---- | --------------------------- | - | - | - | - | -- | -- | - |
| 1.   | TJ Sokol Rokytnice          | 4 | 4 | 0 | 0 | 70 | 35 | 8 |
| 2.   | SK Studénka                 | 4 | 3 | 0 | 1 | 51 | 42 | 6 |
| 3.   | TJ Stará Ves nad Ondřejnicí | 4 | 2 | 0 | 2 | 50 | 43 | 4 |
| 4.   | Draken Brno                 | 4 | 1 | 0 | 3 | 49 | 51 | 2 |
| 5.   | TJ Chropyně                 | 4 | 0 | 0 | 4 | 23 | 72 | 0 |

## Semifinále
Skupina E - turnaj v Plzni
- Tymákov - Přeštice 18:21
- Žatec - Chomutov 12:15
- Přeštice - Chomutov 12:24
- Žatec - Tymákov 17:20
- Chomutov - Tymákov 16:21
- Přeštice - Žatec 17:17

| Poř. | Tým                | Z | V | R | P | VG | OG | B |
| ---- | ------------------ | - | - | - | - | -- | -- | - |
| 1.   | Sokol Tymákov      | 3 | 2 | 0 | 1 | 59 | 54 | 4 |
| 2.   | SK Chomutov NH     | 3 | 2 | 0 | 1 | 55 | 45 | 4 |
| 3.   | TJ Přeštice        | 3 | 1 | 1 | 1 | 50 | 59 | 3 |
| 4.   | TJ Šroubárna Žatec | 3 | 0 | 1 | 2 | 46 | 52 | 1 |

Skupina F - turnaj v Troubkách
- Studénka - Rokytnice 14:15
- Dobruška - Hlinsko 16:16
- Rokytnice - Hlinsko 22:17
- Dobruška - Studénka 23:14
- Hlinsko - Studénka 16:8
- Rokytnice - Dobruška 10:21

| Poř. | Tým                | Z | V | R | P | VG | OG | B |
| ---- | ------------------ | - | - | - | - | -- | -- | - |
| 1.   | Sokol Dobruška     | 3 | 2 | 1 | 0 | 60 | 40 | 5 |
| 2.   | TJ Sokol Rokytnice | 3 | 2 | 0 | 1 | 47 | 52 | 4 |
| 3.   | HK Hlinsko         | 3 | 1 | 1 | 1 | 49 | 46 | 3 |
| 4.   | SK Studénka        | 3 | 0 | 0 | 3 | 36 | 54 | 0 |

## Finále
Turnaj ve Spořicích
- Chomutov - Tymákov 20:19
- Dobruška - Rokytnice 28:20
- Tymákov - Rokytnice 28:23
- Dobruška - Chomutov 27:22
- Rokytnice - Chomutov 29:32
- Tymákov - Dobruška 17:17

| Poř. | Tým                | Z | V | R | P | VG | OG | B |
| ---- | ------------------ | - | - | - | - | -- | -- | - |
| 1.   | Sokol Dobruška     | 3 | 2 | 1 | 0 | 72 | 59 | 5 |
| 2.   | SK Chomutov NH     | 3 | 2 | 0 | 1 | 74 | 75 | 4 |
| 3.   | Sokol Tymákov      | 3 | 1 | 1 | 1 | 64 | 60 | 3 |
| 4.   | TJ Sokol Rokytnice | 3 | 0 | 0 | 3 | 72 | 88 | 0 |